# Otto Schembor
Otto Schembor (* 5. Mai 1880 in Gleiwitz; † 13. April 1938 in Zittau) war ein deutscher Politiker (SPD, ASPD) und sächsischer Landtagsabgeordneter.

## Leben
Schembor war der Sohn eines Handwerksmeisters. Nach dem Besuch der Bürgerschule und einer Lehre als Handlungsgehilfe in Gleiwitz von 1895 bis 1898 arbeitete er bis 1906 als kaufmännischer Angestellter. Von März 1906 bis April 1908 war er Angestellter und zweiter Geschäftsführer des Konsumvereins in Zittau. Anschließend besuchte er von 1908 bis 1909 die zentrale Parteischule der SPD in Berlin. Danach war er bis 1910 Redakteur der Volkszeitung in Pirna. Von 1910 bis 1920 war Schembor als geschäftsführendes Vorstandsmitglied der Ober-Lausitzer Wirtschaftsgenossenschaft in Zittau tätig, unterbrochen durch die Teilnahme am Ersten Weltkrieg von August 1915 bis Mai 1916. 
Nach der Novemberrevolution 1918 war Schembor Geschäftsführer des Zittauer Arbeiterrates.
Von 1919 bis 1920 gehörte Schembor für die SPD der Sächsischen Volkskammer an. Von 1920 bis 1926 war er Abgeordneter des Sächsischen Landtags.
Beruflich war von 1920 bis 1923 als hauptamtliches Mitglied der Landesstelle für Gemeinwirtschaft und Beirat im sächsischen Wirtschaftsministerium in Dresden tätig. Ab Oktober 1923 wirkte er als besoldeter Stadtrat in Zittau.
Im Zusammenhang mit dem „Sachsenkonflikt“ wurde er wegen der Unterstützung der Regierung des Ministerpräsidenten Max Heldt im März 1926 aus der SPD ausgeschlossen. Daraufhin gründete er am 15. April 1926 zusammen mit weiteren 22 ehemaligen SPD-Landtagsabgeordneten die „Alte Sozialdemokratische Fraktion“ und trat im Juni 1926 in die Alte Sozialdemokratische Partei ein. Seit 1932 war er wieder Mitglied der SPD.
Nach der „Machtergreifung“ der NSDAP 1933 wurde Schembor als Stadtrat entlassen und in Konzentrationslager verschleppt, dort gefoltert und starb bald nach seiner 1937 erfolgten Entlassung.
Schembor engagierte sich auch bei der Verbreitung der Stenographie und war Mitglied des Deutschen Stenographenbundes.

## Veröffentlichungen
- Die genossenschaftliche Gemeinwirtschaft. Entstehung, Arten, Aufgaben und Arbeitsweise, Stand und Ausbaumöglichkeiten. (= Veröffentlichungen der sächsischen Landesstelle für Gemeinwirtschaft Heft 15). v. Zahn & Jaensch, Dresden 1921.
- Hundertfünfundzwanzig Jahre Zittauer Stadttheater 1802–1927. Zittau 1927.